# Рогава, Антимоз Михайлович
Антимо́з Миха́йлович Рога́ва (1911—1977) — новатор советского колхозного производства, председатель колхоза имени Ленина. Дважды Герой Социалистического Труда (1948, 1951).

## Биография
Родился 12 января 1911 года (30.12.1910 по старому стилю) в селе Кулискари, ныне село Орджоникидзе Зугдидского муниципалитета края Самегрело — Земо-Сванети Грузии.
В 1938—1951 годах и с 1968 года — председатель колхоза имени Берия (с 1953 года — имени Ленина) Зугдидского района в селе Ахалсопели. Под руководством А. М. Рогава колхоз добился высоких урожаев чайного листа.
В 1952—1960 годах — председатель колхоза «Сакартвело» Зугдидского района (преемник — Александр Адамурович Куталия), в 1961—1968 годах — директор Хецерского чайного совхоза.
Член КПСС с 1939 года. Депутат Верховного Совета Грузинской ССР трёх созывов.
Умер 7 января 1977 года.

## Награды
- Дважды Герой Социалистического Труда:
  - 21.02.1948 — за высокие показатели урожая чая,
  - 01.09.1951 — за высокие показатели в сельском хозяйстве.
- Награждён 4 орденами Ленина, орденом Октябрьской Революции, 2 другими орденами, медалями, а также золотыми и серебряными медалями ВСХВ и ВДНХ.